# Palac sportu (stanice metra v Kyjevě)
Palac sportu (ukrajinsky Палац спорту) je stanice kyjevského metra na Syrecko-Pečerské lince, která se nachází poblíž Paláce sportu. Stanice byla otevřena v rámci prvního úseku linky Syrecko-Pečerska dne 31. prosince 1989. Stanice slouží jako přestupní na linku Obolonsko-Teremkivskou linku, vestibulem do stanice Plošča Ukrajinskych Herojiv.

## Konstrukce stanice
Úsek, na které se stanice nachází byl nejdříve plánován až s pěti stanicemi metra (od Zoloti vorota až Osokorky). Zprovoznění první etapy se ale zpozdilo, nejprve se začalo mluvit o spuštění v roce 1988, poté o roce 1989. Odklad byl vysvětlen řadou důvodů: pokud byl pro druhou linku postaven pouze jeden přestupní uzel, pak zde již byly dva a obě stanice byly výrazně hluboko pod zemí. Práce navíc probíhaly ve složitých geologických podmínkách, pracovníci stavby metra museli opakovaně hloubit ve vodou nasycených zeminách a narážet na velké pohyblivé písky. To vše vyžadovalo značné úsilí a investice.
Situace při výstavbě samotných stanic byla stejně složitá jako u stanice Zoloti vorota, zejména v posledních letech před spuštěním. Například dodávka a mechanické opracování litinových trubek, které se provádělo mimo Kyjev, bylo velmi namáhavé, a proto byla výstavba tunelů stanice velice pomalým tempem. Pro záchranu situace byla v jednom z místních podniků zřízena strojní úprava a část konstrukcí stanice byla po přepracování železobetonová.
Stanice byla otevřena 31. prosince 1989.

## Charakteristika stanice
Z technického hlediska byla stanice postavena jako hluboko založená trojlodní stanice v hloubce 96,5 m pod zemí. Skládá se ze tří odlišných klenutých hal s jednou centrální halou a dvěma bočními halami s nástupišti, z nichž každý je oddělen řadou sloupů. Centrální hala je s jediným nadzemním vestibulem propojena jedním eskalátorovým tunelem.
Stanice je jedna z mála, která nemá kruhový, ale spíše lichoběžníkový strop haly. Pilíře jsou obloženy mramorem, žulou a barevným kovem. Na severu stanice se nachází eskalátorový tunel ústící do stanice Plošča Ukrajinskych Herojiv a na jižní straně centrální haly se nachází další eskalátorový tunel ústící na Sportovní náměstí.